# Pietro Bianchi (architecte)
Pour les articles homonymes, voir Pietro Bianchi et Bianchi.
Pietro Bianchi, né à Lugano (canton du Tessin, Suisse) le 26 mars 1787 et mort à Naples (province de Naples, Italie) le 28 décembre 1849, est un architecte et archéologue suisse.
Après avoir fouillé le Colisée à Rome, il se fixe dans la région de Naples où il supervise la construction de la basilique San Francesco di Paola et conduit plusieurs chantiers de fouilles archéologiques, entre autres sur le site de Pompéi.

## Biographie

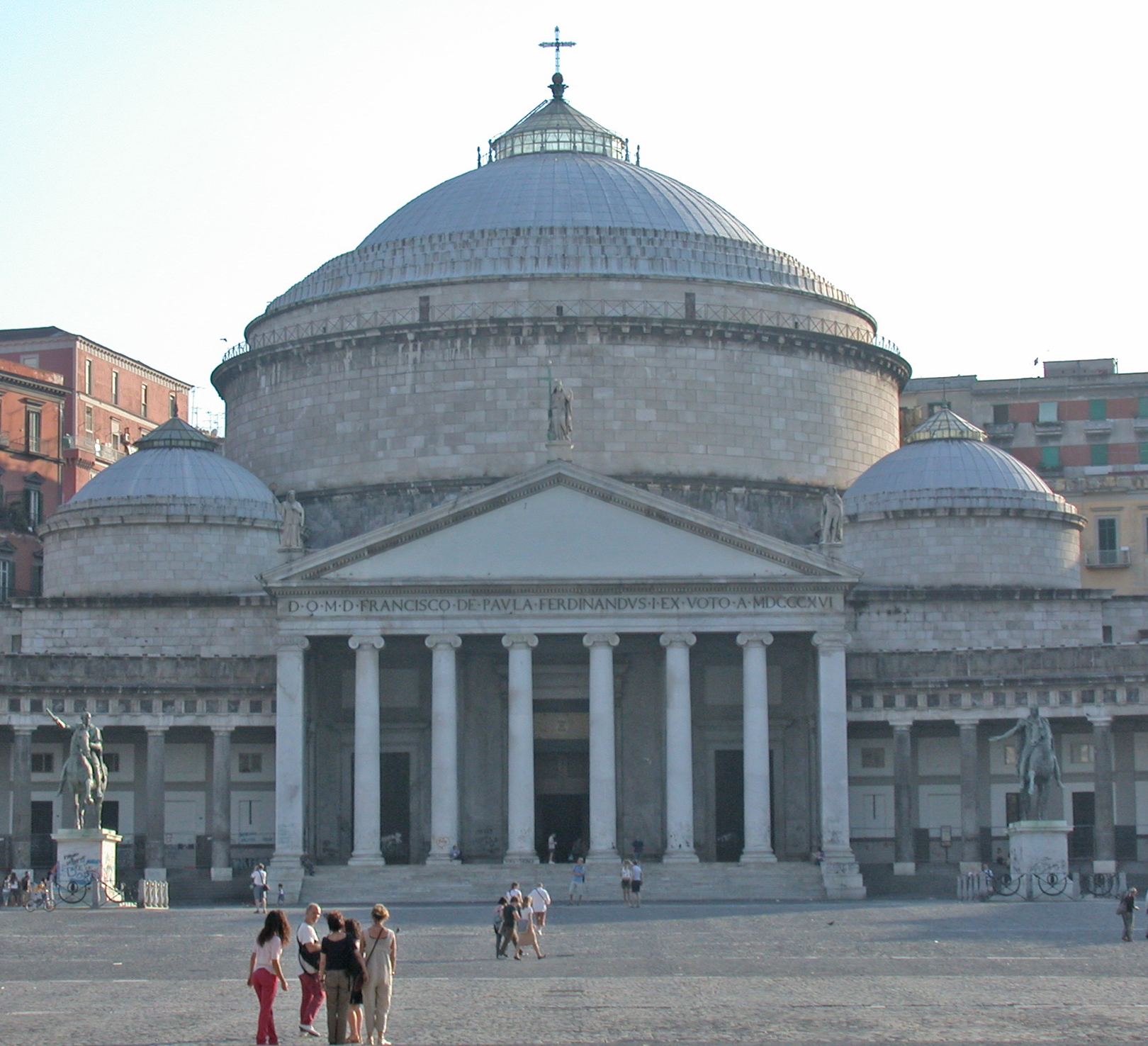
Façade de la basilique San Francesco di Paola.

Né à Lugano en Suisse en 1787, il fait ses études dans cette ville, chez les Pères Somasques, puis à Milan, à l'Académie des beaux-arts de Brera, à partir de 1803 ; il obtient un diplôme d'ingénieur architecte à Pavie en 1806. Il poursuit sa carrière en Italie, d'abord à Rome en 1813 où il supervise les chantiers de fouilles du Colisée ainsi que du Forum Romain et devient le collaborateur de Giuseppe Valadier, puis dans le sud du pays à partir de 1816.
Représentant l'architecture néoclassique en Italie, il est notamment connu comme l'architecte de la basilique San Francesco di Paola à Naples, construite sur le modèle du Panthéon de Rome et inaugurée en 1831, mais terminée ultérieurement.
Bianchi est nommé directeur des antiquités du royaume des Deux-Siciles en 1827 et, en même temps qu'il travaille sur la basilique, il conduit des fouilles archéologiques (amphithéâtre de Capoue, temple de la Paix à Paestum, champs Phlégréens, Pompéi), ; il délaisse la création architecturale pour se consacrer à l'archéologie, activité pour laquelle il éprouve finalement plus d'intérêt.
Il meurt à Naples le 28 décembre 1849, à l'âge de 62 ans, alors qu'il a mis fin à ses travaux neuf ans plus tôt. La basilique napolitaine constitue sa seule œuvre personnelle, ce qui nuit à sa notoriété jusque dans les années 1990 ; il est alors « redécouvert », mais cette fois comme archéologue ayant contribué à l'intégration des vestiges archéologiques dans le paysage urbain.

## Publications
- (it) Pietro Bianchi (ill. Lorenzo Re Romano), Osservazioni sull'arena e sul podio dell'Anfiteatro Flavio [...], Rome, Salviucci, 1813, 12 p..
- (it) Pietro Bianchi, « Intorno un quarto tempio di Pesto », Bullettino dell'Instituto di corrispondenza archeologica, no XII,‎ 1830, p. 226-229.